# São Lourenço (tiểu vùng)
São Lourenço là một tiểu vùng thuộc bang Minas Gerais, Brasil. Tiểu vùng này có diện tích 3831 km².
Dân số năm 2021 tại đây là 46.540 người.